# Ex palazzo del Tribunale
L'ex palazzo del Tribunale è uno edificio situato nel centro storico di Grosseto, sul lato meridionale di piazza Baccarini.
Già sede del Tribunale civile di Grosseto, ospita dal 1975 il Museo archeologico e d'arte della Maremma.

## Storia
Il palazzo venne costruito negli anni immediatamente successivi all'unità d'Italia, in un'area del centro storico fino a quel momento occupata da un agglomerato di case e di orti risalente presumibilmente all'epoca medicea (XVI-XVII secolo), nelle adiacenze dell'ex convento di Santa Chiara. L'edificio divenne la sede degli uffici del Tribunale civile e correzionale, della regia Procura e della Pretura, e disponeva di un unico accesso che dava su strada Vinzaglio, di fronte al cosiddetto chiasso delle Monache. Nel 1876 ebbero inizio le procedure di esproprio degli orti per permettere l'ampliamento dei locali del tribunale e la costruzione di una nuova piazza; i lavori si conclusero nel 1892 con l'intitolazione della piazza ad Alfredo Baccarini, e l'apertura su di essa di un secondo ingresso: come accesso principale venne mantenuto quello su via Vinzaglio.
Nel corso del Novecento, a fronte del continuo incremento demografico, il palazzo non venne più ritenuto idoneo per continuare a svolgere le funzioni di tribunale, e si rese necessaria la costruzione di un nuovo edificio al di fuori delle mura medicee. Il nuovo palazzo di giustizia, progettato da Giuseppe Giorgio Gori e Rosario Vernuccio, venne ultimato nel 1964 ed ebbero così inizio le operazioni di trasloco degli uffici. Nel 1969 ci fu un tentativo, da parte della Banca d'Italia, di acquisire l'edificio con l'intenzione di demolirlo per realizzarvi la nuova sede, essendo quella vecchia non più adatta alle proprie esigenze; l'iniziativa tuttavia non andò in porto, in quanto l'istituto bancario optò infine per trasferirsi al di fuori del centro storico.
L'amministrazione comunale individuò l'ormai ex palazzo del tribunale come sede del costituendo Museo archeologico e d'arte della Maremma, che riuniva le collezioni dello storico museo civico, fondato nel 1860, e del museo d'arte sacra della diocesi di Grosseto, fondato nel 1933. Il palazzo fu profondamente ristrutturato negli spazi interni per adempiere alla nuova funzione (1974-1975), e venne realizzata l'imponente scala centrale interna in cemento a facciavista. Durante i lavori al piano terra, vennero rinvenuti un pozzo medievale e alcuni frammenti ceramici di epoca rinascimentale. L'inaugurazione del museo archeologico e d'arte della Maremma avvenne il 3 maggio 1975.
In occasione del nuovo allestimento museale del 1999, l'edificio venne nuovamente restaurato e riorganizzato internamente, con minimi interventi atti principalmente alla messa a norma e all'abbattimento delle barriere architettoniche (1992-1999).

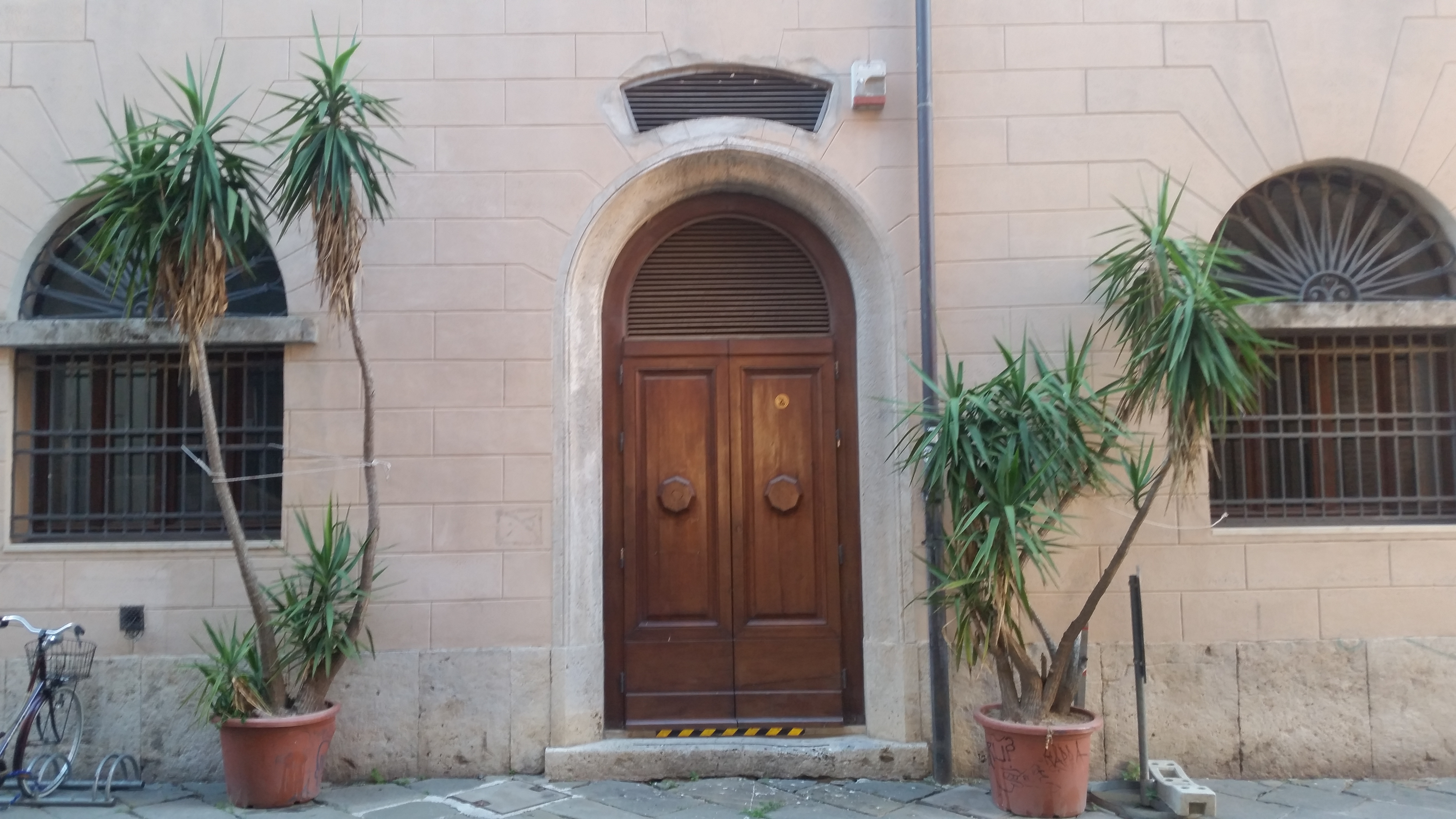
Il vecchio ingresso su via Vinzaglio

## Descrizione
Il palazzo del vecchio tribunale si presenta come un imponente edificio, disposto su tre livelli, che chiude il lato meridionale di piazza Baccarini.
Il portale d'ingresso, situato al centro della facciata principale, si presenta ad arco tondo, come le finestre che si aprono sui due livelli superiori; quelle al piano terra presentano, invece, forme quadrilatere. Molto caratteristico risulta essere il rivestimento della facciata in stile neorinascimentale, che di quell'epoca cerca di imitare il bugnato.